# Matriz estocástica
Para una matriz cuyos elementos son estocásticos, véase matriz aleatoria

## Definición
En matemáticas, una matriz estocástica (también denominada matriz de probabilidad, matriz de transición, matriz de sustitución o matriz de Markov) es una matriz utilizada para describir las transiciones en una cadena de Markov. Ha encontrado uso en la teoría de la probabilidad, en estadística y en álgebra lineal, así como en informática. 
En general, una matriz estocástica se define como sigue
Decimos que una matriz cuadrada {\displaystyle A\in \mathbb {R} ^{n\times n}} dada por
{\displaystyle A={\begin{bmatrix}a_{11}&a_{12}&a_{13}&\cdots &a_{1n}\\a_{21}&a_{22}&a_{23}&\cdots &a_{2n}\\a_{31}&a_{31}&a_{33}&\cdots &a_{3n}\\\vdots &\vdots &\vdots &\ddots &\vdots \\a_{n1}&a_{n2}&a_{n3}&\cdots &a_{nn}\end{bmatrix}}}
es estocástica si
1. {\displaystyle a_{ij}\geq 0}
2. {\displaystyle \sum \limits _{j}a_{ij}=1} para cada {\displaystyle i} fijo.

El ejemplo más sencillo de una matriz estocástica es la matriz identidad de tamaño {\displaystyle n\times n}
{\displaystyle I={\begin{bmatrix}1&0&0&\cdots &0\\0&1&0&\cdots &0\\0&0&1&\cdots &0\\\vdots &\vdots &\vdots &\ddots &\vdots \\0&0&0&\cdots &1\end{bmatrix}}}
pues satisface las dos condiciones. 

### Matriz Doblemente Estocástica
Una matriz {\displaystyle A\in \mathbb {R} ^{n\times n}} se dice que es doblemente estocástica si es una matriz estocástica y además {\displaystyle \sum \limits _{i}a_{ij}=1} para cada {\displaystyle j} fijo.

### Vector Estocástico
De la misma manera, puede definirse un vector estocástico como un vector cuyos elementos están formados por números reales positivos que suman {\displaystyle 1}. Así, cada fila (o columna) de una matriz estocástica es un vector de probabilidad, también llamados vectores estocásticos.
- Datos: Q176583